# Deutsche Gesellschaft für Philosophie
Die Deutsche Gesellschaft für Philosophie (DGPhil), zuvor Allgemeine Gesellschaft für Philosophie in Deutschland, ist die Vereinigung der an Hochschulen und Schulen des deutschsprachigen Raums forschenden und lehrenden Philosophen sowie aller, die am deutschen philosophischen Geistesleben teilnehmen wollen. Die Gründungsinitiative ging 1947 beim I. Deutschen Philosophen-Kongress in Garmisch-Partenkirchen von Georgi Schischkoff aus. Sie führte 1950 zur Gründung der Allgemeinen Gesellschaft für Philosophie in Deutschland e. V. Am 25. September 2002 fasste die Mitgliederversammlung den Beschluss, den Namen in Deutsche Gesellschaft für Philosophie e. V. zu ändern. Sitz der Gesellschaft ist in Leipzig; die Geschäftsstelle befindet sich in Jena.

## Ziele und Aufgaben
Die satzungsgemäßen Ziele bestehen darin, weite Kreise für die philosophische Arbeit zu interessieren und sie an ihren Ergebnissen teilhaben zu lassen, Belange der Philosophie an Hochschulen und Schulen zu vertreten sowie durch ein jährlich stattfindendes Forum für Philosophie und durch den in dreijährlichem Turnus stattfindenden Deutschen Kongress für Philosophie den Austausch wissenschaftlicher Ergebnisse in der Philosophie zu fördern. Zu den Aufgaben der DGPhil gehört es überdies, die deutschen Philosophen in der Fédération Internationale des Sociétés de Philosophie (FISP) zu vertreten und die Zusammenarbeit mit den nationalen Organisationen des Auslands zu stärken.

## Organisation
Der Verein wird durch einen Vorstand, bestehend aus Präsident, Geschäftsführerin und Schatzmeister, geleitet. Ein erweiterter Vorstand, der die verschiedenen Arbeitsgebiete und Arbeitsansätze in der Philosophie repräsentieren soll, berät den Vorstand. Die Mitgliederversammlung tritt in der Regel anlässlich der Deutschen Kongresse für Philosophie alle drei Jahre zusammen. Sie wählt den Vorstand und ist für die Änderung der Satzung zuständig.
Die DGPhil hat derzeit mehr als 2600 Mitglieder, wobei die Mitgliederzahl um ca. 200 pro Jahr zunimmt. Unter den Mitgliedern sind über 20 philosophische Fachverbände mit unterschiedlichen Aufgabenstellungen und Schwerpunkten; zahlreiche philosophische Fachverlage sind durch die persönliche Mitgliedschaft zumeist leitender Mitarbeiter an die DGPhil angebunden. Es gibt verschiedene Facharbeitsgemeinschaften (FAGs). Ferner ist die Arbeitsgemeinschaft philosophischer Editionen angegliedert.

## Kommunikation
Die Gesellschaft veröffentlicht viermal im Jahr digital eine kostenfreie Quartalsschrift (Mitteilungen der Deutschen Gesellschaft für Philosophie) und betreibt unter www.dgphil.de eine Website, auf der unter anderem eine Übersicht über alle philosophischen Studiengänge im deutschen Sprachraum sowie ein umfangreicher Veranstaltungskalender untergebracht sind. Mitglieder werden auf Veranstaltungen und Calls for Papers per Mail aufmerksam gemacht und erhalten auf demselben Wege auch einschlägige Stellenausschreibungen.

## Präsidenten
- 1947: Paul Menzer Präsident des I. Deutschen Philosophen-Kongresses in Garmisch-Partenkirchen
- 1948: Fritz-Joachim von Rintelen Präsident des II. Deutschen Philosophen-Kongresses in Mainz
- 1950: Helmuth Plessner Präsident des III. Deutschen Philosophen-Kongresses in Bremen, dort seine Wahl zum ersten Präsidenten der Allgemeinen Gesellschaft für Philosophie in Deutschland, die auf diesem Kongress gegründet wurde.
- 1957–1962: Helmut Kuhn
- 1962–1968: Hans-Georg Gadamer
- 1969–1975: Kurt Hübner
- 1975–1978: Hermann Lübbe
- 1978–1984: Wolfgang Kluxen
- 1984–1987: Odo Marquard
- 1988–1990: Herbert Schnädelbach
- 1990–1993: Hans Lenk
- 1994–1996: Hans Poser
- 1997–1999: Jürgen Mittelstraß
- 1999–2002: Wolfram Hogrebe
- 2003–2005: Günter Abel
- 2006–2008: Carl Friedrich Gethmann[1]
- 2009–2011: Julian Nida-Rümelin[2]
- 2012–2014: Michael Quante[3]
- 2015–2017: Dominik Perler[4]
- 2018–2021: Gerhard Ernst[5]
- 2022–2025: Reinold Schmücker[6]
- seit 2025: Ruth Hagengruber

## Korporative Mitglieder (Fachverbände) der DGPhil
- Argentinisch-Deutsche Gesellschaft für Philosophie
- Chilenisch-Deutsche Gesellschaft für Philosophie
- Deutsche Gesellschaft für Ästhetik
- Deutsche Gesellschaft für französischsprachige Philosophie (DGFP)
- Deutsch-Polnische Gesellschaft für Philosophie
- Deutsch-Ungarische Gesellschaft für Philosophie
- Europäische Gesellschaft für frühneuzeitliche Philosophie (ESEMP)
- Fachverband Ethik
- Fachverband Philosophie
- Gesellschaft für antike Philosophie
- Gesellschaft für Interkulturelle Philosophie
- Gesellschaft für Philosophie des Mittelalters und der Renaissance
- Internationale Assoziation von Philosophinnen
- Internationale Ludwig-Wittgenstein-Gesellschaft
- Internationale Schelling Gesellschaft
- Kant-Gesellschaft
- Max Scheler Gesellschaft
- Philosophische Gesellschaft in Bremen
- Schopenhauer-Gesellschaft
- Spinoza-Gesellschaft
- Zeitschrift für philosophische Forschung